# Rainer G. Rümmler

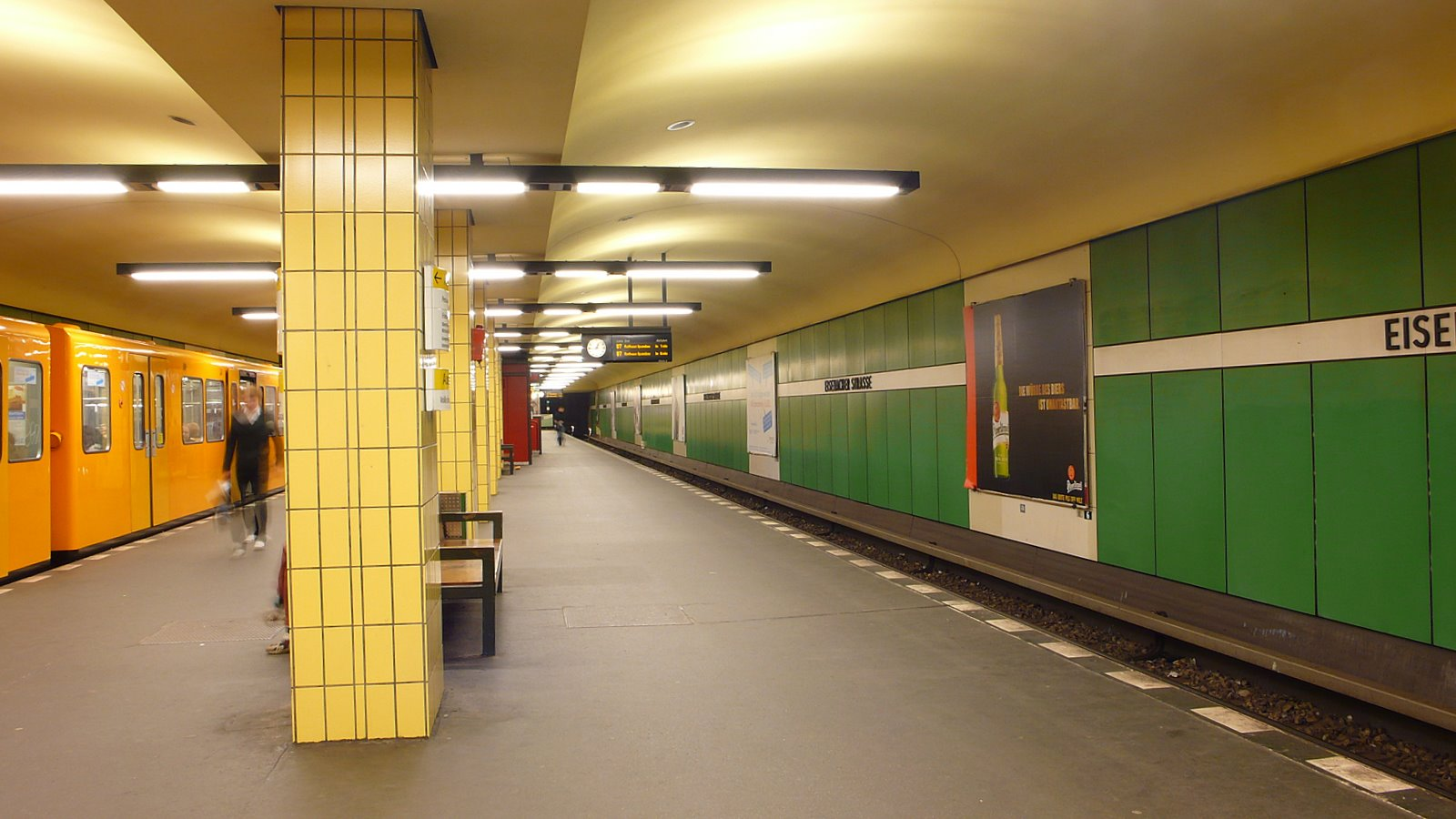
Tunnelbanestationen Eisenacher Strasse (1971) fick sin gröna färg som en symbol för de gröna skogarna som omger Eisenach.

Reinhard Erich Gerhard Rümmler, född 2 juli 1929 i Leipzig, död 16 maj 2004 i Berlin, tysk arkitekt och skaparen av ett stort antal av Berlins tunnelbanas stationer. Rümmler var från 1960-talet och fram till 1990-talet skaparen av Berlins nya tunnelbanestationer under en tid när tunnelbanan byggdes ut kraftigt.

## Biografi
Rainer G. Rümmler föddes i Leipzig 1929. Hans fars arbete gjorde att familjen flyttade runt och Rümmler gick i skolan i Plauen, i Weissensee i Berlin, Lissa och i Spandau i Berlin. I Spandau avlade han 1948 sin studentexamen på Freiherr-vom-Stein-Gymnasium. Från hösten 1948 studerade Rümmler arkitektur på Technische Universität Berlin. Han studerade under ledning av bland annat Willy Kreuer, Hans Hertlein och Hans Scharoun. Han tog sin examen 1954. Redan 1953 hade Rümmler börjat arbeta hos stadsdelsförvaltningen i Spandaus avdelning för höghusbyggande. En Oberschule i stadsdelen Siemensstadt blev här hans första förverkligade byggnad.
1956 började Rümmler vid Berlins senats förvaltning för byggande och boende (Berliner Senatsverwaltung für Bau- und Wohnungswesen) och 1958 avslutade hans tid där med en stor statlig prövning för tekniska förvaltningsanställda. Därefter arbetade Rümmler i en privat ateljé och vid Bundesbaudirektion innan han anställdes av senatsförvaltningen 1959. Han var ställföreträdare för Bruno Grimmek som ledde planerings- och förslagsgruppen. 1960 utnämndes han till byggnadsråd, 1964 till Oberbaurat. Vidare steg i karriären var utnämningarna till Baudirektor 1968 och 1971 till ledande Baudirektor.
Förutom tunnelbanestationer utformade han även ett antal offentliga byggnader, bland de mest kända hör rastplatsen Dreilinden som idag är byggnadsminnesmärkt.

### Tunnelbanan i Berlin
Rümmler ledde under sin tid vid byggnadsnämnden arbetet med att skapa ett stort antal av Berlins tunnelbanor under en expansiv period i Berlins tunnelbanas historia, man byggde bland annat ut dagens linje U7 till Spandau och linje U8 norrut. Rümmler kom att formge nästan alla nya tunnelbanestationer från 1960-talet och fram till 1990-talet. Hans sista tunnelbanestation blev Hermannstrasse, vilken invigdes 1996. 

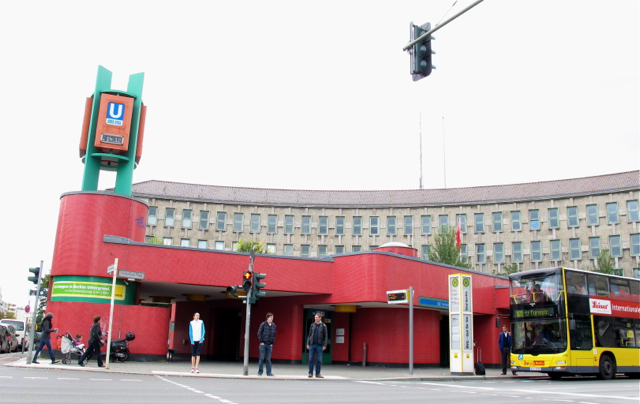
Fehrbelliner Platz: den röda byggnaden bryter av mot sin gråa omgivning.

Till skillnad från sin föregångare Alfred Grenander, som eftersträvande en enhetlig tunnelbaneutformning, utmärks Rümmlers verk av stationer som skiljer sig från varandra. Rümmler utgick från stationsnamnet eller stationens omgivning och lät det inspirera till stationens utformning. Till exempel har stationen vid Bayerischer Platz färgerna vitt och blått från den bayerska flaggan. Rümmlers första stationer på linje U6:s södra förlängning på 1960-talet skiljer sig framförallt i valet av färg på kakelväggarna och bär stora likheterna med den första förlängningen av linje U7 med stationerna Möckernbrücke och Yorckstrasse. Dessa stationer är konventionella i sin utformning jämfört med de senare stationerna. 
Rümmler börjar utveckla konceptet där stationsnamn inspirerar till utformningen med exempel i Eisenacher Strasse och Bayerischer Platz som öppnar 1971. För Bayerischer Platz utformar Rümmler även entréhallen. Samma år invigs Fehrbelliner Platz som precis som Bayerischer Platz får en ny entréhall. Rümmler skapade en röd byggnad som kraftigt bryter av mot sin omgivning, förvaltningsbyggnader från 1930-talet. Rümmler fortsätter att utveckla en egen stil längs U7:ans sträckning. Stationer som Wilhelmsdorfer Strasse, Richard-Wagner-Platz och Mierendorffplatz utmärks av sina genomarbetade och färgglada kakelväggar. 
Rümmler lade även till detaljer, till exempel stationen Siemensdamm med exempel ur Siemens historia och utveckling integrerade i stationens arkitektur eller i Richard-Wagner-Platz där referenser till Wagners verk återfinns. Efterföljande stationer får stora ljusarmaturer, som till exempel Parcelcus-Bad (1987) och Rathaus Spandau (1984) ger ett monumentalt intryck. På linje U8 visar Osloer Strasse på Rümmlers skapande: Här utgörs väggarna av norska flaggor i storformat.Rümmlers sista station, Hermannstrasse, framstår därför i sin enkelhet som en paradox till Rümmlers utveckling som tunnelbanearkitekt. Men här har Rümmler orienterat sig efter den övriga linjens arkitektur som Alfred Grenander skapade. Samtidigt visar den Rümmlers idéer med sina detaljer. Så är gamla skyltar från tiden som skyddsrum under andra världskriget kvar som detaljer.
Bland Rümmlers tunnelbanestationer har några senare delvis ändrat utformning. Stationen Adenauerplatz har fått nya väggar men originaldetaljer som skyltar och andra armaturer är kvar. Mehringdamm som Rümmler var med och byggde om 1964 har delvis återställts till det utseende stationen hade innan, hallarna har återfått sina vita välvda tak.

## Verk i urval

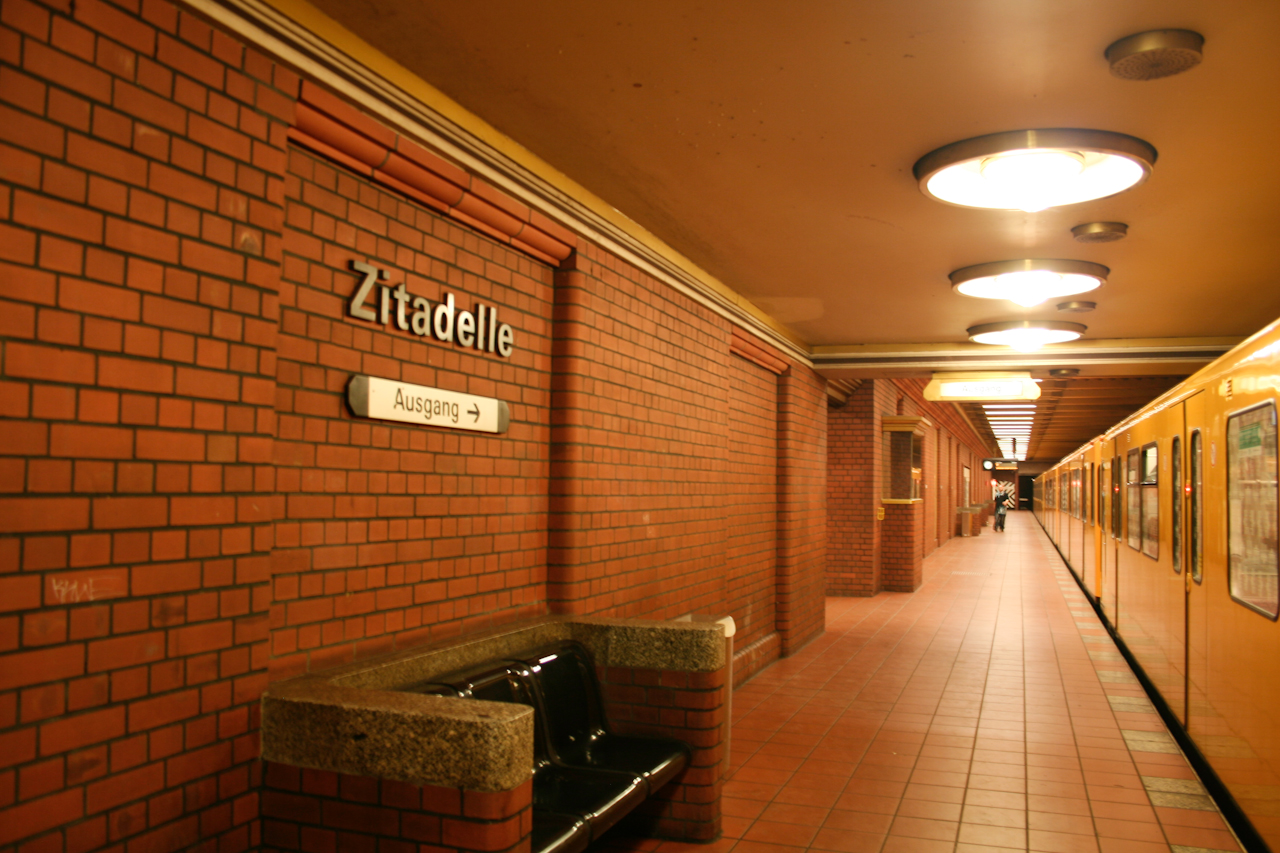
Stationen Zitadelle (1984) har med sin tegelarkitektur inspirerats av Zitadelle Spandau.

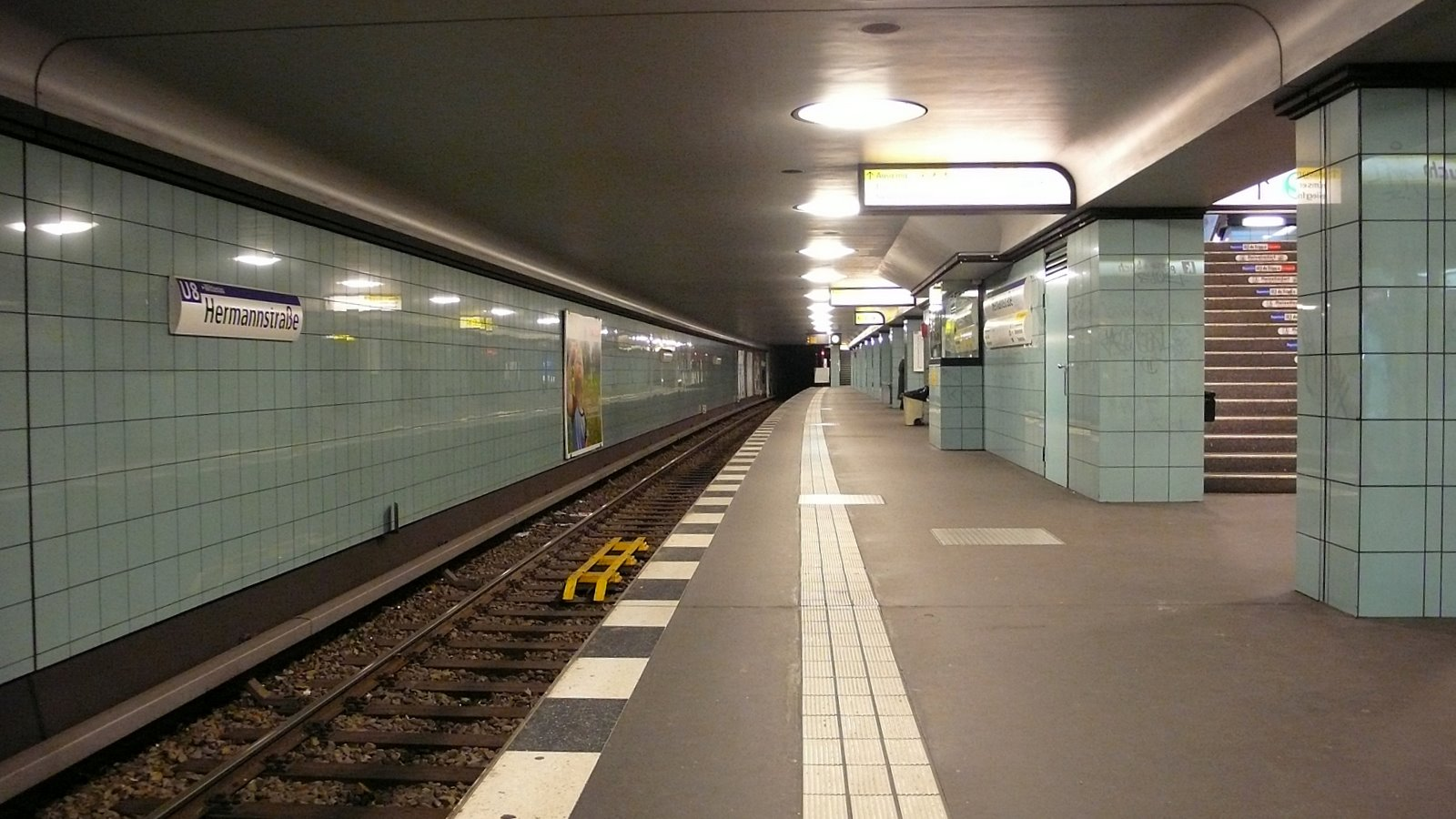
I stationen Hermannstrasse (1996) följde Rümmler Alfred Grenanders arkitekturideal i en strikt saklig stil från den övriga delen av linjen.

- 4. Oberschule Siemensstadt, 1953-55, Spandau, Berlin
- Utbyggnad av den katolska skolan St. Ludwig i Wilmersdorf, Berlin, 1962-63
- Brandstation i Berlin-Wittenau, Roedernallee 55, medverkan av Dietrich Berger och Förster), 1963-65
- Polisinspektionen Tiergarten, 1964
- Finanzamt Wedding, 1966
- Badhus i Zehlendorf, 1969
- Gatupumpar, 1972
- Brandstation i Wannsee, 1973
- Alliierter Checkpoint Bravo, gränsövergångbyggnader på Västberlinsidan (tillsammans med Hans Joachim Schröder), 1968-1973
- Finanzamt Reinickendorf, 1975
- Ombyggnad av rastplatsen AVUS, 1977
- Parkhaus Stabholzgarten, Spandau, 1982
- Brandstation i Kladow, 1988

### Tunnelbanestationer
- Mehringdamm, 1964, ombyggnad efter original av Alfred Grenander
- Kaiserin-Augusta-Strasse, 1966
- Ullsteinstrasse, 1966
- Alt-Mariendorf, 1966
- Möckernbrücke,  1971
- Yorckstrasse, 1971
- Kleistpark, 1971
- Eisenacher Strasse, 1971
- Bayerischer Platz, 1971
- Fehrbelliner Platz, 1971
- Rathaus Steglitz, 1974
- Pankstrasse, 1977
- Osloer Strasse, 1976/77
- Wilmersdorfer Strasse, 1978
- Richard-Wagner-Platz, 1978
- Bismarckstrasse, 1978
- Mierendorffplatz, 1980
- Jungfernheide, 1980
- Siemensdamm, 1980
- Rohrdamm, 1980
- Zitadelle Spandau, 1984
- Rathaus Spandau, 1984
- Altstadt Spandau, 1984
- Jakob-Kaiser-Platz, 1980
- Halemweg, 1980
- Paulsternstrasse, 1984
- Haselhorst, 1984
- Franz-Neumann-Platz (Am Schäfersee), 1987
- Residenzstrasse, 1987
- Paracelsus-Bad, 1987
- Rathaus Reinickendorf, 1994
- Lindauer Allee, 1994
- Karl-Bonhoeffer-Nervenklinik, 1994
- Wittenau, 1994
- Hermannstrasse (tillsammans med Alexander Fabian), 1996

### Fotnoter
1. ↑  läs online, www.berlin.friedparks.de .[källa från Wikidata]
2. ↑  http://www.u-bahn-archiv.de/geschichte/bio-ruemmler.html